# Iranian Air Transport

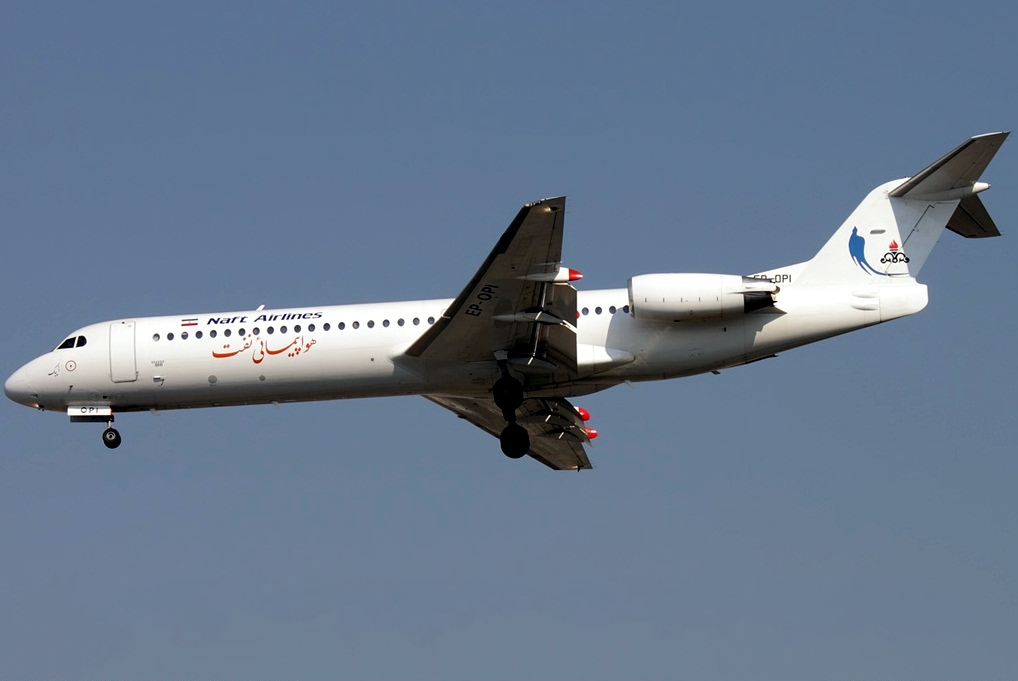
Fokker 100 de la Iranian Air Transport proche de Mehrabad International Airport

Iranian Air Transport est une compagnie aérienne basée à Téhéran, Iran. Elle opère par charters cargo entre l'Iran et les pays voisins. Elle est basée principalement à l'aéroport de Mehrabad à Téhéran et à l'aéroport d'Ahvaz (AWZ).

## Codes
- OACI Code: IRG
- Indicatif d'appel: NAFT

## Histoire
La compagnie a été fondée et a commencé à opérer en 1992. Elle appartient et est dirigée par la compagnie d'État National Iranian Oil Company. 

## Flotte
La flotte d'Iranian Air Transport comprend les avions suivants (en août 2006)  :
- 4 Fokker 50
- 4 Fokker 100
- 1 DHC6